# Being Human (britische Fernsehserie)
Being Human ist eine britische Fernsehserie des Senders BBC Three. Das Konzept der Fernsehserie entwickelte Toby Whithouse. Die Erstausstrahlung der Fernsehserie begann am 18. Februar 2008. Am 10. März 2013 endete die Fernsehserie nach 5 Staffeln und 37 Episoden. In Deutschland wurde Being Human in der Originalversion mit deutschen Untertiteln auf ProSieben Fun ausgestrahlt.

## Handlung

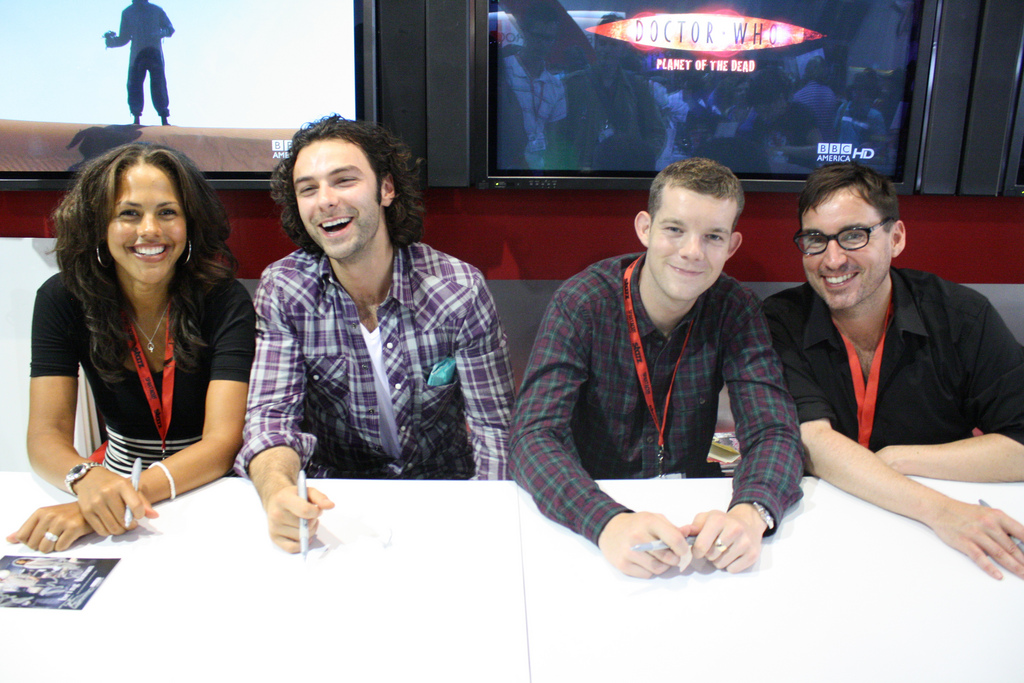
Die Besetzung von Being Human (von links nach rechts, Lenora Crichlow, Aidan Turner, Russell Tovey) und der Erfinder der Fernsehserie, Toby Whithouse

Der Geist Annie Sawyer, der Werwolf George Sands und der Vampir John Mitchell, nur „Mitchell“ genannt, versuchen, in ihrer WG ein normales, menschliches Leben zu führen. Sie müssen mit der ständigen Angst leben, erkannt zu werden oder sich nicht mehr beherrschen zu können.

## Staffeln
Die erste und fünfte Staffel bestehen jeweils aus sechs Folgen, die zweite Staffel bis vierte Staffel jeweils aus acht Folgen. Die Staffeln wurden in Großbritannien von 2009 bis 2013 jedes Jahr von Januar bis März ausgestrahlt. Der Pilot wurde jedoch bereits am 18. Februar 2008 gezeigt und zu Beginn der ersten Staffel im Jahr 2009 nicht wiederholt.

### Staffel 1
George und Mitchell, ein Werwolf und ein Vampir Mitte zwanzig, versuchen in Bristol ein normales Leben zu führen. Sie lehnen beide ihre Arten ab. George ist bemüht, die monatliche Verwandlung von seinem Privatleben zu trennen (er will sich nicht im Haus verwandeln, “I’m not letting *this* invade here!”), und Mitchell kommt nicht mit den Schuldgefühlen klar, die jeden Vampir verfolgen, wenn er einige Zeit nüchtern ist.
Als die beiden in ein neues Haus ziehen, entdecken sie, dass dieses bereits von dem Geist Annie bewohnt wird. Annie ist durch einen Treppensturz zum Geist geworden. Sie erinnert sich jedoch weder an die näheren Umstände ihres Todes, noch weiß sie, warum sie überhaupt noch auf Erden verweilt.
Annie ist überrascht, dass George und Mitchell sie sehen und hören können. Seit ihrem Tod, vor einem Jahr, war sie für alle Menschen unsichtbar und konnte auch nicht von diesen gehört werden. Mitchell erklärt ihr jedoch, dass er und George, als Werwolf und Vampir, übernatürliche Kreaturen seien und alle übernatürlichen Wesen Geister sehen und hören können. Annie ist überglücklich, endlich jemanden gefunden zu haben, mit dem sie reden kann.
George steht seiner neuen Mitbewohnerin jedoch eher ablehnend gegenüber. Er möchte ein normales, menschliches Leben führen und ein Geist in der WG passt gar nicht dazu.
Mitchell findet sofort Gefallen an der gutgelaunten und liebenswerten Annie. Er fühlt sich mit dieser verbunden. Beide haben den Tod erlebt. Sie kennen beide die Männer mit Stöcken und Seilen (The Men with Sticks and Rope). Die Männer mit Stöcken und Seilen sind Dämonen. Diese warten nach dem Tod auf die Sterblichen, um diejenigen, die böse waren, in die Hölle zu begleiten. Durch diese traumatische Erfahrung, die nur diejenigen teilen, die bereits verstorben sind, fühlen sich Annie und Mitchell einander besonders nahe. Daher setzt sich Mitchell bei George dafür ein, dass Annie bleiben kann. Nach den anfänglichen Bedenken von George freunden sich schließlich auch George und Annie an und möchten einander gar nicht mehr missen.
Dadurch, dass Annie von George und Mitchell gesehen wird, wird sie auch für Menschen sichtbar. Sie erklärt sich das so, dass sie erst dadurch, dass sie von George und Mitchell bemerkt und gemocht wurde, real geworden ist. (“But now just being recognised by someone, being liked and known. Looks like that's what makes you real” – Annie im Pilot.)
Annie erzählt Mitchell sofort von ihrem Verlobten Owen. Mit diesem hatte sie kurz vor ihrem Tod das Haus gekauft, in dem Mitchell, George und Annie nun wohnen. Sie hat ihn sehr geliebt und beide hatten sich eine gute Zukunft ausgemalt. Owen ist auch Mitchells und Georges Vermieter. Als dieser dort mit seiner neuen Freundin Janey Harris auftaucht, wird Annie eifersüchtig. Erst viel später muss sie sich eingestehen, dass Owens und ihre Beziehung nicht so rosig war, wie Annie zunächst glaubte. Sie erinnert sich auch wieder an die wahren Umstände ihres Todes: Owen hatte geglaubt, sie habe eine Affäre. In seiner Wut griff er Annie an und stieß sie die Treppe hinunter. Annie starb und wurde zum Geist.
Nun versucht Annie Owens neue Freundin Janey zu warnen. Als sichtbarer Geist besucht Annie diese und erklärt ihr, dass Owen sie ermordet hat. Owen kann Janey jedoch davon überzeugen, dass er Annie nicht sieht und dass diese nur eine Halluzination ist, die allein dadurch hervorgerufen wird, dass Janey ein schlechtes Gewissen gegenüber Annie hat.
George hat unterdessen eine neue Arbeitskollegin namens Nina. Er ist sofort von dieser begeistert. Auch Nina mag George und die beiden beginnen eine Liebesbeziehung.
Mitchell hat sich derweil mit seiner Arbeitskollegin Lauren Drake verabredet. Er bleibt die Nacht über bei ihr. Als die beiden miteinander schlafen, kann Mitchell seinen Blutdurst nicht mehr unter Kontrolle halten und trinkt Laurens Blut. Um die sterbende Lauren zu retten, macht er sie zum Vampir. Danach überlässt er Lauren seinem Schöpfer Herrick, der sich um diese kümmert. Als Mitchell Lauren als Vampir wiedertrifft, hat diese sich komplett verändert. Das einst süße und unschuldige Mädchen hat sich zu einer rücksichtslosen Vampirin entwickelt, die selbst in alten menschlichen Freunden nur noch die Beute sieht, die sie mit Blut versorgt. Lauren wird von Herrick dazu angestiftet, Mitchell wieder dazu zu verleiten, Blut zu trinken. So tötet sie dessen neues Date Becca vor dessen Augen und sendet ihm eine Video-DVD, auf der zu sehen ist, wie sie einen Menschen ermordet. Mitchell schafft es schließlich, Lauren zu überzeugen, kein Blut mehr zu trinken. Allerdings kehrt Lauren schon nach kurzer Zeit wieder zu Herrick zurück.
Mitchells Schöpfer Herrick hat unterdessen große Pläne. Er möchte die Menschheit den Vampiren unterwerfen. Dazu versucht er, so viele Vampire wie möglich zu erschaffen. Nur ein paar Menschen sollen übrig bleiben. Diese sollen den Vampiren als Nahrung dienen. George, Mitchell und Annie versuchen ihn zu stoppen, werden aber bei dem Versuch gefangen genommen. Jedoch ist es schließlich Lauren, die die drei befreit. Sie fragt Mitchell, ob er sie töten kann. Sie habe ihren Blutdurst nicht mehr unter Kontrolle, möchte aber nicht mehr töten. Außerdem sei das Mädchen, das sie einmal war, fast völlig verschwunden. Mitchell zögert zunächst, aber nach erneutem Flehen von Lauren stößt er Lauren einen Holzpflock ins Herz. Bevor sie stirbt, erklärt sie Mitchell, dass dieser Herrick stoppen müsse, denn Herrick wolle alles zerstören.
Nachdem die Warnung nichts genutzt hat, versucht Annie weiterhin Owen zu stoppen. Dieser ist von Annies Versuchen zunächst unbeeindruckt. Als Annie ihm jedoch von all den anderen Kreaturen erzählt, die neben ihr noch existieren, bekommt er es mit der Angst zu tun. Schließlich flüstert ihm Annie ein Geheimnis ins Ohr, das nur die Toten kennen. Dieses vom Zuschauer ungehörte Geheimnis verängstigt Owen so sehr, dass er sich schließlich an die Polizei wendet und dort vor Vampiren und Werwölfen Schutz sucht. Die Polizei glaubt ihm jedoch nicht und Owen wird in die Psychiatrie eingewiesen.
Nachdem Owen gegangen ist, erscheint aus dem Nichts heraus eine Tür direkt vor Annie. Diese Tür ist für Annie gedacht und durch diese kann Annie ins Jenseits hinübergehen. Bevor Annie jedoch die Tür öffnen kann, erscheint Herrick und sticht Mitchell nieder. Aus Angst um ihren Freund geht Annie nicht durch die Tür, sondern hilft Mitchell und geht zu ihm ins Krankenhaus.
Nachdem er geheilt wurde, bereitet Mitchell sich auf den letzten Kampf gegen Herrick vor. Allerdings kämpft letztendlich nicht Mitchell, sondern George, als Werwolf, gegen Herrick. Herrick wird von ihm, vor den Augen von Georges Freundin Nina, zerrissen. Zuvor fügt George jedoch Nina noch eine Wunde zu. Dieses macht auch sie zum Werwolf.

### Staffel 2
Mitchell versucht sein Leben mit seinem Job unter einen Hut zu bekommen. Annie versucht einen neuen Lebenssinn zu finden, nachdem sie die Frage nach ihrem Sein gelöst hat. George versucht den Alltag mit seinem „Fluch“ zu bewältigen. Er kommt nur schwer damit zurecht, den Vampir Herrick getötet zu haben, und stößt seine Freundin Nina beiseite. Dabei braucht diese ihn gerade sehr, denn George hat sie unwissentlich zum Werwolf gemacht. So sucht Nina zunächst bei Annie Trost. Diese ist die einzige Person, die weiß, dass auch Nina eine Werwölfin ist, und steht dieser in ihrer ersten Verwandlungsnacht bei.
Derweil kommt der Vampir Ivan mit seiner Frau Daisy nach Bristol. Die beiden wollen sich für den Tod von Herrick rächen. Gleichzeitig erweckt Mitchells ungewöhnliche Lebensweise Daisys Neugier. Zu gerne möchte sie den Werwolf kennenlernen, mit dem Mitchell zusammenlebt. Auch George fühlt sich von Daisy angezogen. Er beginnt eine Affäre mit ihr und erweckt Daisys Gefühle für ihre Tochter wieder.
Nina ahnt nichts von Georges und Daisys Affäre, fühlt sich aber immer weiter von George zurückgestoßen. Außerdem fällt es ihr schwer, damit zurechtzukommen, dass sie nun auch eine Werwölfin ist. Sie trifft schließlich auf den Priester Kemp. Dieser ist Leiter der CenSSA (Centre for the Study of Supernatural Activity), einer religiösen Untergrundorganisation, die sich mit übernatürlichen Kreaturen beschäftigt. Kemp verspricht ihr, dass die CenSSA Nina helfen kann, ihren Werwolffluch wieder loszuwerden. Er verschweigt ihr jedoch, dass bei den bisherigen Versuchen keiner der Werwölfe überlebt hat. Nina verlässt George und geht zur CenSSA, um an deren Experimenten teilzunehmen.
In der Zwischenzeit bewirbt sich Annie für einen Job als Kellnerin in einem Pub. Sie wird direkt eingestellt und beginnt eine gute Freundschaft mit dem Pubbesitzer Hugh. Hugh verliebt sich in Annie, und als diese mit dem Gast Saul ausgeht, steht Hugh diesem äußerst misstrauisch gegenüber.
Nachdem Herrick verstorben ist, muss sich die Vampirgemeinschaft von Bristol unterdessen wieder neu organisieren. Herrick hat eine große Lücke hinterlassen. Er war Mitglied in der Polizei und hat höherrangige Mitglieder bestochen. Mit Herricks Verschwinden drohen die Vampirverbrechen und damit auch die Vampire aufzufliegen. Hinzu kommt, dass die Vampire ohne einen Anführer morden, ohne weiter über die Konsequenzen nachzudenken. Es gibt immer mehr ungeklärte Morde. Sogar die Bewohner von Bristol merken, dass hier etwas nicht mit rechten Dingen zugeht. Mitchell merkt, dass er nun eingreifen und Herricks Nachfolge als Anführer der Bristoler Vampirgemeinschaft antreten muss. Dazu muss er sich jedoch den Respekt der Vampire verdienen.
Annie hat derweil mit den Männern mit Stöcken und Seilen zu kämpfen. Die Männer mit Stöcken und Seilen sind Dämonen, die in der Zwischenwelt zwischen Himmel und Hölle leben und die Sterblichen in die Hölle bringen, wenn diese böse waren. Die Männer mit Stöcken und Seilen sind wütend, dass Annie nicht durch die Tür ging, die sie ins Jenseits bringen sollte, und versuchen diese mit Gewalt dorthin zu bringen. Dafür nutzen sie die Türen anderer Geister, die Annie mit durch ihre eigene Tür ziehen sollen. Auch Annies neuen Freund Saul versuchen sie für ihre Zwecke einzuspannen. Annie lernt jedoch Türen anderer Geister wieder zu verschließen und sich gegen die Männer mit Stöcken und Seilen zu wehren.
In der Zwischenzeit beginnt Mitchell eine Liebesbeziehung mit der Ärztin Prof. Lucy Jaggat. Es ist seine erste große Liebe nach Josie im Jahr 1969. Er hegt tiefe Gefühle für Lucy. Jedoch ahnt Mitchell nicht, dass diese für die CenSSA arbeitet, und glaubt, dass Vampire böse sind und diese vernichtet werden müssen. Gegenüber Mitchell hat Lucy daher sehr ambivalente Gefühle, einerseits liebt sie ihn und möchte ihm nichts antun, andererseits glaubt sie, dass sie ihn töten muss, um die Menschheit zu schützen.
George fängt derweil eine Beziehung mit seiner Arbeitskollegin Sam an. Schnell ist klar, dass Sam, ihre Tochter Molly und George zusammenziehen wollen. Bei einem Elternabend vertut sich George jedoch mit der Uhrzeit und beginnt sich vor Molly zu verwandeln. Er kann noch rechtzeitig nach Hause kommen. Allerdings ist Molly bei ihrem nächsten Treffen sehr verschreckt, sie schreit, als sie George sieht. George beendet daraufhin die Beziehung zu Sam. Nun ist auch George klar, dass er seinen Werwolffluch unbedingt loswerden will. Daher braucht die zurückkehrende Nina nicht lange, um ihn davon zu überzeugen, ebenfalls an den Experimenten der CenSSA teilzunehmen.
Annie wird derweil wieder unsichtbar für Menschen und ist sehr unzufrieden mit dieser Entwicklung. Außerdem fragt sie sich, ob sie die Erde jemals wieder verlassen kann, nachdem sie nicht durch ihre Tür gegangen ist. Verzweifelt sucht auch sie Hilfe bei der CenSSA.
Die CenSSA setzt unterdessen alles daran, die Bristoler Vampire zu vernichten. So installieren Lucy und Kemp eine Bombe in deren Versammlungsort. Diese explodiert und tötet alle anwesenden 30 Vampire. Nur Mitchell überlebt, da sich dessen Freund Ivan auf ihn wirft, um ihn zu schützen. Als Mitchell erfährt, dass Lucy hinter den Morden steht, kann er seine Wut und seinen Blutdurst nicht mehr kontrollieren. Gemeinsam mit Daisy, die um ihren Mann Ivan trauert, begeht er ein Massaker in einem Zug, bei dem 20 Menschen sterben. Dieses Massaker wird später nur noch das Box-Tunnel-20-Massaker genannt.
Danach macht Mitchell sich auf den Weg, Annie, George und Nina zu befreien. Dabei tötet er jeden, der ihm über den Weg läuft. George und Nina werden befreit. Für Annies Rettung kommt er jedoch zu spät, diese wurde von Kemp zwangsexorziert und ist nun im Jenseits. Als Kemp Annies Freunde angreift, zieht Annie diesen mit zu sich herüber. Dass ein Lebender in das Jenseits gezogen wurde, verärgert die Männer mit Stöcken und Seilen sehr. Sie drohen Annie in die Hölle zu bringen.
Daisy versucht hingegen, gemeinsam mit der Vampirin Cara Herrick wieder zu erwecken.

### Staffel 3
George, Nina und Mitchell ziehen nach den Ereignissen der zweiten Staffel nach Barry Island in South Wales. Sie kaufen sich ein ehemaliges Bed-and-Breakfast-Hotel und versuchen ihre alten Leben wieder aufzunehmen.
Annie ist jedoch immer noch im Jenseits, sie wird von den Männern mit Stöcken und Seilen allein in einem Raum festgehalten. Verzweifelt sendet sie Hilferufe zu Mitchell, George und Nina. Mitchell beschließt Annie zu retten und geht ins Jenseits hinüber. Dort muss er sich all seinen vorangegangenen Taten als Vampir stellen, zuletzt auch den Morden im Box Tunnel 20. Dort starb auch die 22-jährige Lia. Diese erklärt ihm, dass Mitchell, einer Prophezeiung nach, in nur kurzer Zeit von einem Werwolf getötet wird. Erst danach kann Mitchell Annie befreien.
Annie ist begeistert von ihrem Retter Mitchell und verliebt sich in diesen. Auch Mitchell muss erkennen, dass er in Annie mehr als nur eine gute Freundin sieht. Die beiden beginnen eine Beziehung. Diese gestaltet sich jedoch als äußerst schwierig, da Mitchell seine Beteiligung an den Box-Tunnel-20-Morden vor Annie geheim hält, während Annie versucht selbige Morde aufzuklären.
Nina glaubt unterdessen, dass Mitchell die Box-Tunnel-20-Morde begangen hat und schwärzt ihn anonym bei der Polizei an. Daraufhin bekommt Mitchell Besuch von Detective Nancy Reid. Diese untersucht den Fall und möchte Mitchell einige Fragen stellen. Sofort nachdem sie Mitchell getroffen hat, glaubt sie in diesem den Mörder gefunden zu haben. Allerdings stellt sich ihr Chef immer wieder ihren Ermittlungen in den Weg.
Derweil sind auch die alten Vampire auf Mitchell aufmerksam geworden. Sie möchten, dass er für sie arbeitet. Mitchell möchte jedoch bei Annie bleiben und lehnt ab.
In der Zwischenzeit kommen der junge Werwolf Tom und sein Vater Anthony McNair nach Barry Island. Diese ziehen in ihrem Wohnwagen durch Großbritannien um Vampire zu vernichten.
Nina wird schwanger von George. Während sie anfangs einer Schwangerschaft eher kritisch gegenübersteht, freut sie sich letztendlich doch auf das Kind. Allerdings haben George und Nina Angst, dass das Baby Ninas monatlichen Verwandlungen zum Werwolf nicht übersteht. Außerdem hat keiner von ihnen je von einem Kind gehört, dass in einer Vollmondnacht von zwei Werwölfen gezeugt wurde. In ihrer Sorge wenden sie sich an Tom und Anthony. Anthony hat Tom erzählt, dass dieser ebenfalls das Kind von zwei Werwölfen ist. Seine Mutter sei kurz nach dessen Geburt gestorben.
Tom möchte George und Nina helfen. Er hat sich in Nina verliebt und hofft mit George und Nina ein Werwolfrudel zu finden, dem er sich anschließen kann. Anthony ist dagegen. Nina findet schließlich heraus, dass Anthony gar nicht Toms leiblicher Vater ist. Anthony tötete in einer Vollmondnacht Toms Eltern. Tom überlebte, wurde aber durch seine Verletzungen auch zum Werwolf. Anthony nahm sich daher Tom an und zog ihn als eigenen Sohn auf. Als Tom dieses erfährt ist er zunächst wütend, jedoch verzeiht er seinem Stiefvater später.
Mitchell glaubt derweil in Anthony und Tom die Werwölfe gefunden zu haben, die ihn töten wollen. Um diese loszuwerden, erzählt Mitchell dem Vampir Richard von Tom und Anthony. Richard organisiert Werwolfkämpfe, bei denen er die Werwölfe gegeneinander oder gegen Menschen kämpfen lässt. Allerdings nimmt Richard nicht nur Anthony, sondern auch Nina und George gefangen. Mitchell bekommt ein schlechtes Gewissen und organisiert gemeinsam mit Annie und Tom eine Befreiungsaktion, bei der alle Werwölfe gerettet werden. McNair und Tom verlassen Barry Island ohne Mitchell zu töten.
Herrick taucht ohne Erinnerung in einer Psychiatrie auf. Aus Angst davor, dass mit Herricks Enttarnung auch alle anderen übernatürlichen Wesen auffliegen könnten, holen Nina und George diesen zu sich nach Hause. George, Annie und Mitchell möchten Herrick sofort vernichten, werden jedoch von Nina gestoppt. Diese entwickelt eine freundschaftliche Beziehung mit dem gedächtnislosen Herrick.
Nancy Reid ist sich schließlich sicher, dass Mitchell die Morde begangen hat. Sie verhaftet ihn. Mitchell möchte sich befreien, allerdings bittet Annie ihn, ins Gefängnis zu gehen. Sie hat Mitleid mit den Verbliebenen der Opfer und möchte, dass diese das Gefühl haben, dass die Gerechtigkeit siegt. Mitchell kommt Annies Wunsch nach.
Als Anthony und Tom nach Barry Island zurückkehren muss Anthony erkennen, dass Herrick derjenige war, der dafür verantwortlich ist, dass Anthony zum Werwolf wurde. Herrick hatte diesen im Jahr 1990 dazu gezwungen gegen einen Werwolf zu kämpfen. Anthony tötete den Werwolf. Allerdings zog er sich dabei eine Verletzung zu, wodurch er auch zum Werwolf wurde. Nun schwört Anthony Rache. Er möchte Herrick in einer Vollmondnacht töten. Jedoch stirbt Anthony bei dem Versuch.
Als Nancy Reid das Zimmer mit dem toten Anthony betritt, kann der anwesende Herrick seinen Blutdurst nicht mehr unter Kontrolle halten. Im Blutrausch tötet er Nancy Reid und erlangt dadurch sein Gedächtnis zurück. Herrick erinnert sich, wie George ihn zuvor als Werwolf zerrissen hat, und möchte sich dafür rächen. Daher sticht er Nina nieder. Später befreit er Mitchell, tötet alle Polizisten und vernichtet alle Videobänder, die die Vampire enttarnen könnten. Herrick wird später endgültig von Mitchell unter einem Sonnenuntergang getötet.
Nina wird unterdessen in ein Krankenhaus gebracht. Sie und ihr ungeborenes Baby überleben die Attacke.
In der Zwischenzeit erhält Tom einen Brief seines verstorbenen Stiefvaters. In diesem bittet Anthony Tom mit der Vampirjagd aufzuhören. Er möchte, dass Tom ein normales, schönes Leben führt. Allerdings möchte Tom den Tod seines Stiefvaters rächen und macht sich auf den Weg, um weitere Vampire zu töten.
Mitchell kehrt derweil nach Barry zurück, dort bittet er George ihn zu töten. Er erklärt diesem, dass ansonsten Zwischenfälle wie das Box-Tunnel-20-Massaker immer wieder passieren könnten und dass er niemandem mehr wehtun möchte. George tut ihm den Gefallen. Er stößt ihm mit den Worten „Ich tue das, weil ich Dich liebe.“ einen Holzpflock ins Herz. Mitchell antwortet noch „Ich weiß.“ und verschwindet.

### Staffel 4
Nachdem Nina den Vampirangriff nicht überlebt hat, müssen sich George, Annie und Tom um Eve kümmern, was sich allerdings als schwerer als gedacht erweist, denn auch die alten Vampire interessieren sich für Eve. Diese soll einer Prophezeiung nach die Menschheit vor den Vampiren retten und das wollen die Vampire natürlich verhindern. Als Eve von einigen Vampiren gefangen genommen wird, rettet George diese und stirbt dabei. Vorher bittet er Tom und Annie sich weiterhin gut um Eve zu kümmern und diese zu beschützen.
Kurze Zeit später bekommen Annie und Tom Besuch von dem Werwolf Leo, dem Geist Pearl und dem Vampir Hal Yorke. Während Leo bald stirbt und gemeinsam mit dem Geist Pearl ins Jenseits hinübergeht, bleibt Hal bei Annie und Tom. Auch er kümmert sich von nun an um Eve.
Alex Millar trifft in ihrem Urlaub auf Barry Island auf Hal Yorke und verliebt sich in diesen. Auch Hal findet Gefallen an Alex, allerdings hat er Angst, dass er seinen Blutdurst bei ihr nicht mehr unter Kontrolle haben könnte, und weist Alex zurück. Daher arrangiert Tom spontan das erste Date. Als Alex und Hal sich jedoch erneut treffen wollen, wird diese von Cutler abgefangen. Cutler ist ein Abkömmling von Hal. Hal hatte 1950 Cutlers Ehefrau getötet und seitdem schwor Cutler Rache. Also tötet er Alex. Diese kehrt als Geist zurück.
Währenddessen erscheint Annie die zukünftige Eve, die ihr mitteilt, dass in der Zukunft die meisten Menschen tot sein werden oder in Konzentrationslagern leben. Des Weiteren erfährt sie von Eve, dass die Welt von Vampiren beherrscht wird und dass Hal ihr Anführer sein wird. Die zukünftige Eve sagt Annie, dass sie sie töten solle, damit diese Zukunft nie eintrifft. Annie gehorcht Eve und sprengt sich und das Baby in die Luft, wodurch beide sterben.
Nun erscheint Annies Tür erneut. Annie trifft auf die erwachsene Eve. Diese bedankt sich für Annies mutigen Schritt und sagt, dass durch Annies Tat die grausame Welt, die sie erlebt hat, nie eintreten wird. Eve verschwindet, erklärt Annie aber vorher noch, dass Mitchell, George und Nina schon auf diese warten. Mit einem Lächeln auf den Lippen geht Annie durch die Tür, die sie zu ihren Freunden führt.
Hal, Alex und Tom beschließen von nun an gemeinsam in Honolulu Heights zu leben.

### Staffel 5
Alex muss sich, wie Annie zu Anfang, mit dem Leben als Geist zurechtfinden. Des Weiteren müssen sich Alex, Tom und Hal mit der höchsten Macht des Übernatürlichen, dem Teufel, auseinandersetzen. Dieser lebt in Gestalt des Menschen Captain Hatch im Barry Grand Hotel, in dem auch Hal und Tom arbeiten. Captain Hatch sorgt für Selbstmorde unter dem Personal des Hotels und versucht das übernatürliche Trio (Alex, Hal und Tom) auseinanderzubringen. Denn nur ein übernatürliches Trio, bestehend aus einem Werwolf, einem Geist und einem Vampir, kann den Teufel vernichten. Dieses möchte der Teufel verhindern.
Im Hotel sorgt der Teufel dafür, das Tom und Hal immer wieder aneinandergeraten. Erst viel später müssen die beiden erkennen, dass der Teufel für die Feindschaft von Werwölfen und Vampiren verantwortlich ist. Der Teufel zieht aus den Kämpfen zwischen Werwölfen und Vampiren Energie, wodurch er immer stärker wird. Außerdem hat er die Werwölfe, Vampire und Geister erschaffen, um Chaos in die Welt zu bringen.
Hal hat derweil mit seinem ständigen Blutdurst zu kämpfen. Er reagiert oft gereizt und aggressiv. Als er im Barry Grand Hotel das Mädchen Natasha kennenlernt, bietet diese Hal an, von ihr zu trinken, um dessen Blutdurst zu stillen. Hal nimmt ihren Vorschlag an. Allerdings geht Natasha mit Tom aus, was alles sehr schwierig gestaltet. Als Tom und Alex erkennen, dass Hal seinem Blutdurst verfallen ist, ketten sie ihn im Haus (Honolulu Heights) fest. Der Teufel zieht seinen Nutzen aus der Situation. Er verhext Natasha, so dass diese nach Honolulu Heights geht und sich, nachdem sie Hals Fesseln durchgeschnitten hat, direkt vor dem angeketteten Hal die Kehle durchschneidet. Hal versucht sie retten, kann aber nichts für Natasha tun, diese ist bereits tot. Als Tom die tote Natasha sieht glaubt er Hal habe diese ermordet. Er macht sich auf den Weg um Hal zu töten. Aus Enttäuschung über Toms Anschuldigungen kann Hal seinen Blutdurst nicht mehr unter Kontrolle halten. Er ermordet die komplette Kundschaft eines Cafés und wird damit wieder zu dem bösen Vampir, der er einst war. Es kommt zu einem erbitterten Kampf zwischen Hal und Tom. Durch die Energie, die der Teufel aus diesem Kampf zieht gelingt es ihm erneut aufzuerstehen und die Welt zu beherrschen. Alex trifft derweil den Geist der toten Natasha. Diese erzählt Alex die wahre Geschichte. Als auch Tom und Hal erkennen, dass sie vom Teufel ausgetrickst wurden, beschließen sie diesen zu vernichten. Jedoch werden sie vom Teufel immer wieder in neue Traumwelten geschleudert. In diesen werden alle ihre Wünsche wahr. Alex ist kein Geist mehr, sondern lebt noch. Tom ist verheiratet mit seiner ersten Liebe Allison. Die beiden erwarten ein Kind. Hal ist noch ein Mensch und kann sich entscheiden zu sterben, anstatt zum Vampir zu werden. Damit wären alle seine künftigen Opfer erlöst. Hal, Tom und Alex durchschauen jedoch das Spiel immer wieder und machen sich auf, um den Teufel zu vernichten. Schließlich gelingt es ihnen. Da der Teufel sie zu Geistern, Vampiren und Werwölfen gemacht hat, verliert dieser Zauber die Wirkung. Hal, Tom und Alex werden wieder zu Menschen. Sie scheinen nun endlich so leben zu können, wie sie es sich wünschen. Nur ein kleiner Origamiwerwolf im Schrank des Hauses, lässt die Vermutung erneut aufkommen, dass irgendetwas nicht stimmt. Der Teufel hatte in Toms Traumwelt ebenfalls einen solchen Wolf gefaltet.
In einer zusätzlichen Szene, die sich auf der DVD der fünften Staffel befindet, wird gezeigt, dass Alex, Hal und Tom erkennen, dass sie in einer weiteren Traumwelt sind. Sie machen sich auf um den Teufel zu vernichten.

## Besetzung

### Hauptbesetzung

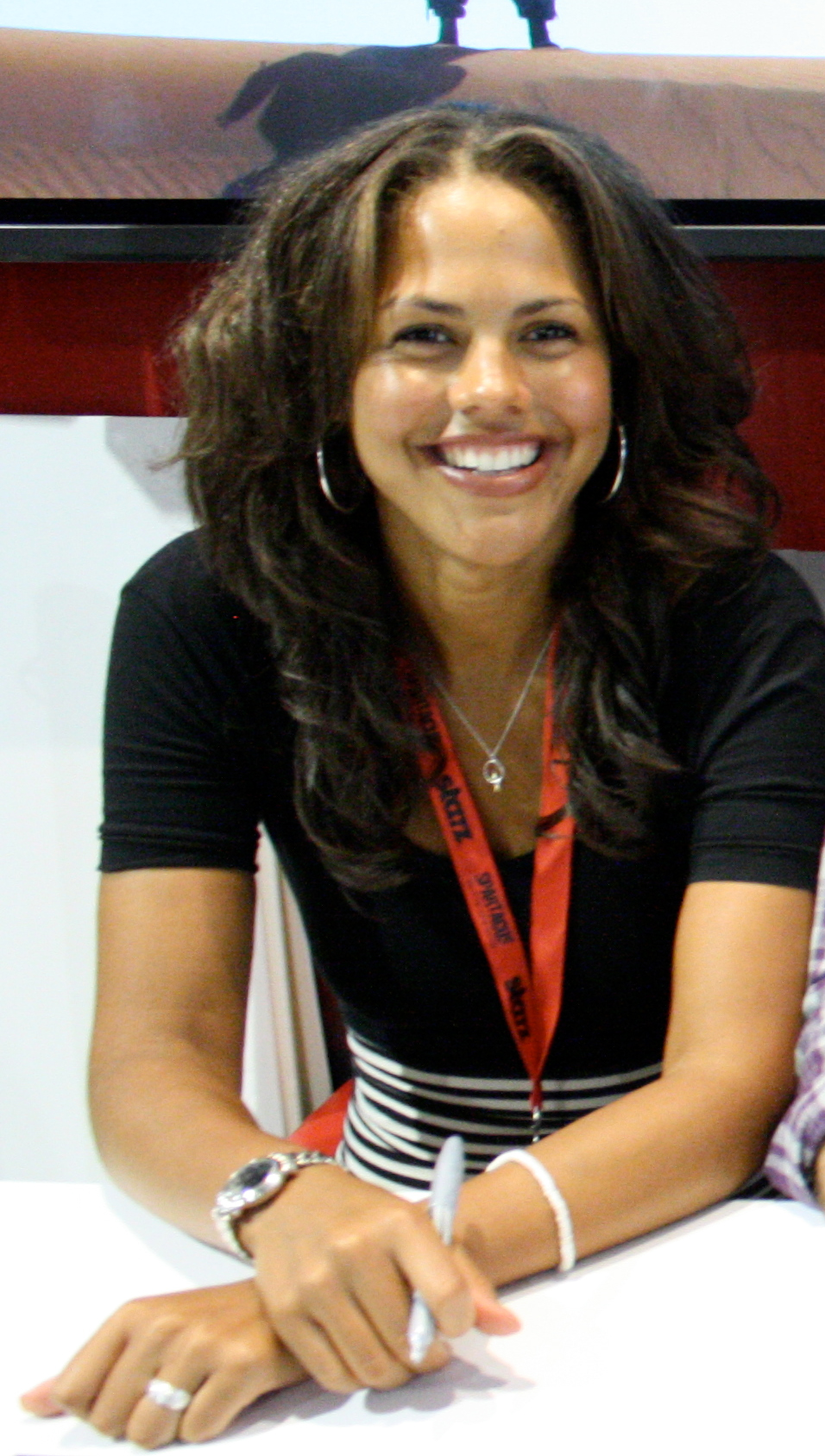
Lenora Crichlow spielte Annie Sawyer
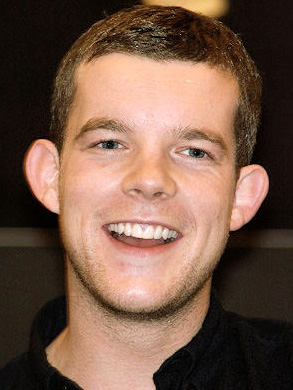
Russell Tovey spielte George Sands
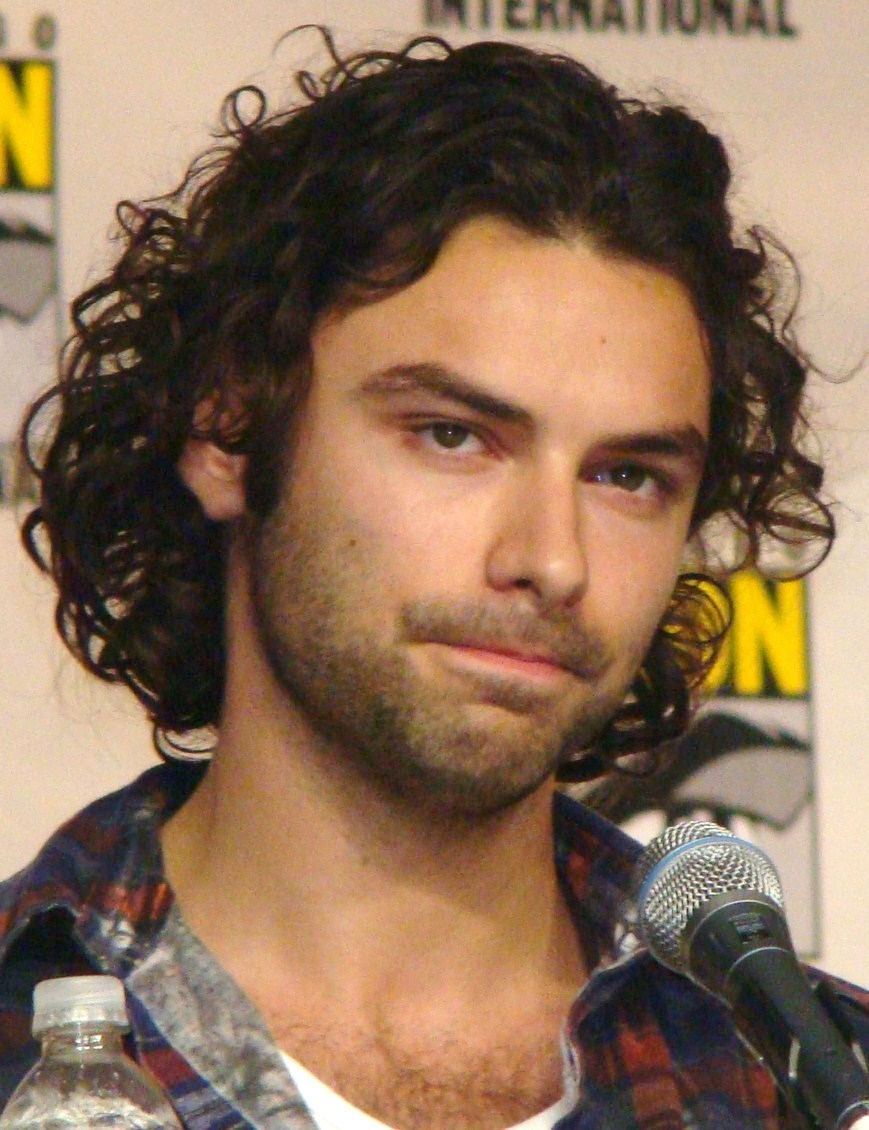
Aidan Turner spielte John Mitchell
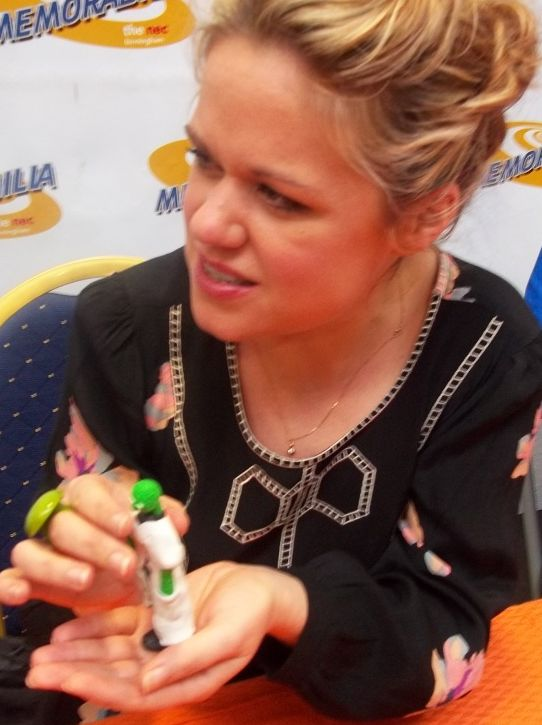
Sinead Keenan spielte Nina Pickering
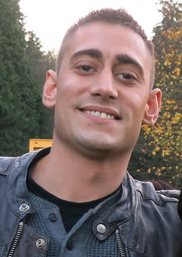
Michael Socha spielte Tom McNair
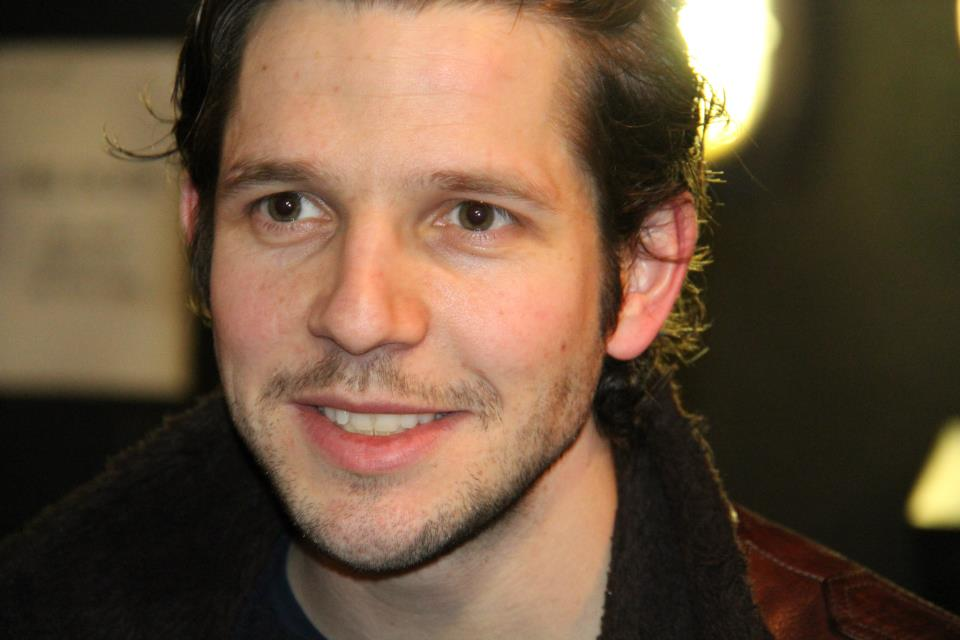
Damien Molony spielte Hal Yorke

| Rolle                    | Schauspieler     | Hauptrolle (Staffel) | Nebenrolle (Staffel) |
| ------------------------ | ---------------- | -------------------- | -------------------- |
| Annie Sawyer             | Lenora Crichlow  | 1–4                  |                      |
| George Sands             | Russell Tovey    | 1–4                  |                      |
| John „Mitchell“ Mitchell | Aidan Turner     | 1–3                  |                      |
| Nina Pickering           | Sinead Keenan    | 3                    | 1–2                  |
| Tom McNair               | Michael Socha    | 4–5                  | 3                    |
| Hal Yorke                | Damien Molony    | 4–5                  |                      |
| Alex Millar              | Kate Bracken     | 5                    | 4                    |
| Dominic Rook             | Steven Robertson | 5                    | 4                    |

### Nebenbesetzung
| Rolle              | Schauspieler                    | Nebenrolle (Folge)                      | Episodenanzahl | Beschreibung |
| ------------------ | ------------------------------- | --------------------------------------- | -------------- | --- |
| Herrick            | Jason Watkins                   | Pilot (Adrian Lester), 1.01–3.08        | 14             | Vampir und Schöpfer von Mitchell, Polizist und Leiter der Bristoler Vampirgemeinschaft |
| Seth               | Dylan Brown                     | Pilot, 1.01–1.06                        | 6              | Vampir, Rivale von Mitchell und Untergebener von Herrick |
| Lauren Drake       | Annabel Scholey                 | Pilot (Dominique McElligott), 1.01–1.05 | 6              | ehemalige Krankenschwester und Freundin von Mitchell. Als Mitchell mit ihr schläft kann er seinen Blutdurst nicht mehr kontrollieren und trinkt ihr Blut, um Lauren zu retten macht er diese zum Vampir. |
| Owen               | Gregg Chillin                   | 1.01–1.06                               | 5              | Annies ehemaliger Verlobter |
| Janey Harris       | Sama Goldie                     | 1.01–1.05                               | 4              | die neue Freundin von Owen |
| Cara               | Rebecca Cooper                  | 1.01–3.05                               | 5              | zunächst Krankenschwester, die später von Herrick zum Vampir gemacht wird |
| Tully              | Dean Lennox Kelly               | 1.01–1.02                               | 2              | Werwolf und Schöpfer von George |
| Josie              | Clare Higgins, Charlene McKenna | 1.05–1.06, 2.05                         | 3              | Mitchells ehemalige Freundin aus den 1960ern, die ihn später im Krankenhaus wiedertrifft. |
| Billy              | Josef Altin                     | 1.05–1.06                               | 2              | Als Waisenkind wird er von den Vampiren gefangen genommen und als deren Blutvorrat genutzt. Als er stirbt wird er zum Geist und kontaktiert Annie.                                                       |
| Kaplan Mark        | Michael Begley                  | 1.06, 2.07                              | 2              | Der Kaplan im Krankenhaus |
| Priester Kemp      | Donald Sumpter                  | 1.06–2.08                               | 9              | Priester und Leiter der religiösen Untergrundorganisation CenSSA, die sich mit übernatürlichen Wesen beschäftigt.                                                                                        |
| Hennessey          | Adrian Schiller                 | 2.01, 2.07–2.08                         | 3              | Medium und Mitarbeiter der CenSSA, allerdings deutlich offener gegenüber übernatürlichen Wesen als andere Mitarbeiter der CenSSA                                                                         |
| Ivan               | Paul Rhys                       | 2.01–2.07                               | 5              | Vampir (seit 1815) und Ehemann von Daisy |
| Daisy              | Amy Manson                      | 2.01–2.08                               | 6              | Vampirin (seit 1941) und Ehefrau von Ivan |
| Lucy               | Lyndsey Marshal                 | 2.01–2.08                               | 8              | Mitarbeiterin der CenSSA Organisation und Mitchells Freundin |
| Lloyd Pinkie       | Mark Fleischmann                | 2.01–2.08                               | 7              | Wissenschaftlicher Mitarbeiter der CenSSA Organisation |
| Hugh               | Nathan Wright                   | 2.01–2.03                               | 3              | Besitzer des Pubs in dem Annie arbeitet, Freund von Annie |
| Saul               | Alex Lanipekun                  | 2.01–2.02                               | 2              | Gast in Hughs Pub, wird von den Männern mit Stöcken und Seilen dazu benutzt, um an Annie heranzukommen                                                                                                   |
| Sam Danson         | Lucy Gaskell                    | 2.04–2.07                               | 4              | Georges neue Freundin in Staffel 2, Mutter von Molly |
| Molly Danson       | Molly Jones                     | 2.05–2.07                               | 3              | Tochter von Sam, möglicherweise Medium |
| Anthony McNair     | Robson Green                    | 3.01–3.08                               | 4              | Werwolf und Stiefvater von Tom McNair |
| Lia Shaman         | Lacey Turner                    | 3.01, 3.08                              | 2              | einer der Menschen, die Mitchell gemeinsam mit Daisy im Box Tunnel 20 Massaker ermordet |
| Adam Jacobs        | Craig Roberts                   | 3.02, 4.05                              | 2              | Vampir (seit 1980), der nach dem Tod seines Vaters von George und Nina mit nach Hause gebracht wird, Hauptfigur der Spin-off Fernsehserie Becoming Human                                                 |
| Richard Hargreaves | Mark Lewis Jones                | 3.02, 3.04                              | 2              | Vampir, leitet gemeinsam mit seiner Frau Emma einen Vampir Swinger Club |
| Emma Hargreaves    | Melanie Walters                 | 3.02, 3.04                              | 2              | Vampir, leitet gemeinsam mit ihrem Mann Richard einen Vampir Swinger Club |
| Nancy Reid         | Erin Richards                   | 3.06–3.08                               | 3              | Ermittlerin und verantwortlich dafür, das Box Tunnel 20 Massaker aufzuklären |
| Cooper             | Justin Salinger                 | 3.06–3.07                               | 2              | Polizeipathologe, der versucht die Aufklärungen des Box Tunnel 20 Massakers zu verhindern |
| Eve Sands          | Gina Bramhill                   | 4.01–4.08                               | 6              | Kriegskind, Tochter von Nina und George |
| Nick Cutler        | Andrew Gower                    | 4.01–4.08                               | 7              | Vampir (seit 1950) und Hals Rivale |
| Fergus             | Anthony Flanagan                | 4.01–4.03                               | 3              | Vampir und Polizeimitarbeiter, der versucht Vampiraktivitäten zu verschleiern |
| Leo                | Louis Mahoney                   | 4.01–4.02, 5x06, Prequel Hal            | 3              | Werwolf, der 50 Jahre mit Hal zusammen lebt |
| Pearl              | Tamla Kari                      | 4.01-4x02                               | 2              | Geist, lebt 50 Jahre mit Hal zusammen |
| Regus              | Mark Williams                   | 4.01, 4x03                              | 2              | Vampirarchivar |
| Kirby              | James Lance                     | 4.03–4.04                               | 2              | Massenmörder, der als Geist zurückkehrt |
| Allison Larkin     | Ellie Kendrick                  | 4.06, 5.06                              | 2              | Freundin von Tom (2012 & 2013) |
| Mr. Snow           | Mark Gatiss                     | 4.07–4.08, Prequel The Old Ones         | 2              | Ältester bekannter Vampir (ca. 1100 vor Christus), Leiter der alten Vampire und damit auch Leiter über alle anderen Vampire, diese bringen ihm Opfergaben                                                |
| Ian Crumb          | Colin Hoult                     | 5.01–5.04                               | 3              | wird von Hal zum Vampir gemacht |
| Captain Hatch      | Philip Davis                    | 5.01–5.06                               | 5              | Teufel in einem menschlichen Körper |
| Alistair Frith     | Toby Whithouse                  | 5.01–5.06                               | 4              | Ministerpräsident |
| Alan               | Hamza Jeetooa                   | 5.02, 5.04                              | 2              | ehemaliges Mitglied der Men in Grey, wird von Crumb zum Vampir gemacht und ermordet mit diesem unzählige Menschen                                                                                        |

## Hauptfiguren

### John Mitchell
John Mitchell (Aidan Turner, Pilotfilm: Guy Flanagan) ist ein Vampir. Er wurde am 29. Juli 1893 in Irland geboren. Während des Ersten Weltkrieges kämpft er an der Seite der Briten. Dort trifft er im Juni 1917 auf Herrick, der ihn zum Vampir macht. Während der ersten vier Wochen als Vampir versucht Mitchell auf Blut zu verzichten. Dann jedoch hat er seinen Blutdurst nicht mehr unter Kontrolle. Er tötet seinen Freund und Korporal Arthur Hanley. Es folgen mehrere Jahre, in denen sich Mitchell gemeinsam mit seinem Schöpfer einem wahren Blutrausch hingibt. Mitchell und Herrick töten unzählige Menschen und Mitchell wird zu einem Helden unter den Vampiren. Diese feierten dessen Bluttaten.
Im Jahr 1969 trifft Mitchell auf Josie. Mitchell und Herrick nehmen diese, nach der Ermordung mehrerer Frauen, als Geisel. Josie erkennt sofort, dass Mitchell im Gegensatz zu Herrick nicht töten möchte, und spricht ihn darauf an. Mitchell ist von der mutigen jungen Frau begeistert und überzeugt Herrick davon, Josie gehen zu lassen. Später beginnt Mitchell eine Liebesbeziehung mit Josie und versucht von nun an auf Blut zu verzichten. Dieses gelingt ihm mal besser und mal schlechter. Besonders in Krisensituationen ist es schwer für Mitchell, dem Blutdurst zu widerstehen. Denn durch Trinken von Blut können Vampire ihre schlechten Gefühle – Verletztheit, Traurigkeit, Schuldgefühle etc. – vergessen. So wird Mitchell über die Jahre hinweg immer wieder rückfällig und muss stets aufs Neue versuchen, den Blutdurst unter Kontrolle zu halten. Dabei helfen ihm besonders seine Freunde Annie und George. Diese möchte Mitchell nicht enttäuschen. Mitchell ist humorvoll, mitfühlend und hilfsbereit. Immer wenn seine Freunde in der Klemme stecken, ist er sofort zur Stelle, um diesen zu helfen.

### Annie Sawyer
Annie Sawyer (Lenora Crichlow, Pilotfilm: Andrea Riseborough) ist eine lebensfrohe junge Frau, die zu früh gestorben und zum Geist geworden ist. Vor ihrem Tod hatte sich die 22-jährige Annie gemeinsam mit ihrem Verlobten Owen ein Haus gekauft, um dort zu wohnen. Annie starb jedoch kurze Zeit später bei einem Treppensturz und tauchte als Geist wieder auf. Zu Beginn der Fernsehserie lebt Annie schon ein Jahr in dem Haus. Sie hat das Haus nicht verlassen und mit keinem Menschen gesprochen, denn für diese ist sie zunächst unsichtbar. Um alleine in dem Haus zu bleiben, verscheucht sie alle kommenden Mieter, indem sie in dem Haus herumspukt und deren Sachen versteckt. Erst als die übernatürlichen Wesen Mitchell und George einziehen und Annie bemerken, wird diese auch für Menschen sichtbar. Annie ist überglücklich. Annie ist meist gut gelaunt. Sie redet gerne und viel und hat einen großen Gerechtigkeitssinn. Außerdem ist Annie stets freundlich und hilfsbereit. Als Geist kann Annie Dinge durch die Gegend schleudern und elektrische Geräte kontrollieren. Außerdem lernt sie später Auren zu lesen sowie die Gefühle von Menschen durch bloßes Berühren zu spüren.

### George Sands
George Sands (Russell Tovey) wird, wie auch Annie, im Jahr 1985 geboren. Zunächst lebt George ein unaufregendes Leben. Er hat einen IQ von 156 und beschließt Medizin zu studieren. Außerdem hat er schon früh eine Verlobte, die er aber ohne ein weiteres Wort verlässt, als er 2007 mit dem Werwolffluch infiziert wird. Seine Verlobte sowie auch seine beiden Eltern glauben, dass George tot ist. Allerdings gibt insbesondere Georges Mutter die Hoffnung, ihren Sohn lebend wiederzusehen, nie auf. George zieht sich derweil immer weiter zurück und lebt ein Einzelgängerleben. Erst als er von Mitchell vor einem Vampirangriff gerettet wird, freundet er sich mit diesem an. Die beiden nehmen einen Job im Krankenhaus an und beschließen zusammenzuziehen. In der neu angemieteten Wohnung treffen Mitchell und George auf Annie, mit der sie von nun an zusammenleben. George ist sehr strukturiert, sauber und ordentlich. Allerdings verhält er sich im Umgang mit anderen Menschen öfters sehr ungeschickt. Dieses gleicht er aber durch seine hohe Intelligenz aus. George ist außerdem ein treuer Freund und stets hilfsbereit.

### Nina Pickering
Nina Pickering (Sinead Keenan) ist eine toughe junge Frau, die gemeinsam mit Mitchell und George im Krankenhaus arbeitet. Sie ist Georges Chefin und hat zunächst eher einen schlechten Eindruck von George. Diesen lernt sie kennen, als dieser gerade stark von dem Werwolf in ihm kontrolliert wird. Das lässt ihn arrogant und tollpatschig zugleich erscheinen. Als Nina jedoch bemerkt, wie George sich in seiner Freizeit um eine Patientin kümmert, ändert sie ihre Meinung über ihn. Sie erkennt plötzlich auch seine liebenswerten Seiten und verliebt sich in ihn. Die beiden werden ein Paar. Diese Beziehung bleibt jedoch nicht ganz ohne Folgen. So infiziert George Nina aus Versehen mit dem Werwolffluch. Nina ist stark, tough und versucht stets anderen Menschen zu helfen. Sie steht ihren Freunden treu zur Seite.

### Tom McNair
Tom McNair (Michael Socha) ist ein junger Werwolf. Er lebt mit seinem Vater Anthony McNair in einem Wohnwagen und jagt Vampire. Gemeinsam haben die beiden schon unzählige Vampire getötet, deren Zähne sie als Trophäe an eine Kette hängen. Tom sehnt sich nach einer Familie und nach einem Werwolfspack. Als er Nina und George kennenlernt, möchte er sofort mit ihnen ein Pack bilden. Außerdem verliebt er sich in Nina, die ihm allerdings erklärt, dass sie nur George liebt. Tom macht dieses jedoch nicht viel aus. Er möchte weiterhin Teil deren Packs sein und die beiden beschützen. Tom ist mutig und ein guter Kämpfer. Durch sein Nomadenleben fehlt ihm allerdings ein wenig die Bildung, was Tom mehr zu schaffen macht, als ihm lieb ist.

### Hal Yorke
Hal Yorke (Damien Molony) ist ein Vampir. Er wurde 1490 geboren und ist Sohn von einer von 6 Prostituierten. Hal weiß selber nicht, wer von diesen Prostituierten seine Mutter ist. Allerdings liebt er alle gleichermaßen. Am 8. September 1514 wurde er in einer Schlacht von einem Mediziner zum Vampir gemacht. In den darauffolgenden Jahren ist Hal ein grausamer Vampir. Er tötet unzählige Menschen und ist einer der „Alten“ (Old Ones), einer Organisation von Vampiren, die die anderen Vampire kontrolliert und Gesetze für diese schafft, an die sich diese halten müssen. 1955 trifft Hal auf den Werwolf Leo. Durch ihn erkennt Hal, dass er eigentlich nicht mehr töten möchte und auch kein Mitglied der „Alten“ mehr sein will. Er zieht mit Leo in eine WG und trifft dort auf den Geist von Pearl. Gemeinsam leben die drei über 50 Jahre lang in der WG. Hal trinkt während dieser Zeit kein Blut, allerdings verlässt er das Haus auch nie und hält sich an eine strikte Tagesstruktur, die Leo ihm vorgibt. Im Jahr 2012 wird Leo schließlich krank. Die Dreier-WG wendet sich an Annie. Sie hoffen, dass diese ihnen helfen kann, Leo wieder gesund zu machen. Leo stirbt allerdings nur wenig später und geht gemeinsam mit Pearl ins Jenseits hinüber. Hal bleibt bei Annie. Hal ist sehr strukturiert und ordentlich. Er hat eine sehr vornehme Ausdrucksweise und ist stets höflich. Wenn der Vampir in ihm jedoch die Oberhand gewinnt, ist Hal äußerst brutal und grausam und hat kein Mitgefühl mit seinen Opfern.

### Alex Millar
Alex Millar (Kate Bracken) ist eine junge Frau. Sie hat drei jüngere Brüder, um die sie sich kümmert, nachdem ihre Mutter die Familie verlassen hat. Sie lernt den Vampir Hal während eines Urlaubs in einem Café kennen und flirtet mit ihm. Gerade als die beiden sich auf eine nähere Beziehung einlassen, wird Alex von Hals Rivalen Cutler umgebracht. Da sie sehr jung gestorben ist und noch jede Menge unerledigter Aufgaben vor ihr liegen, kehrt sie als Geist zurück. Sie zieht in die Wohnung von Hal und Tom ein. Alex hat Humor, ist schlagfertig, mutig und hilfsbereit.

### Dominic Rook
Dominic Rook (Steven Robertson) ist der Leiter der „Männer in Grau“. Diese kümmern sich darum, dass die übernatürliche Welt vor den Menschen geheim gehalten wird. So besucht Rook immer wieder Menschen, die etwas Übernatürliches gesehen haben. Diesen legt Rook nahe, nie wieder über diese Vorkommnisse zu reden. Für Dominic Rook bedeutet sein Job alles. Ohne ihn fühlt er sich nutzlos und leer.

## Mythologie

### Vampire
Vor tausenden von Jahren schlossen zwei asiatische Brüder einen Pakt mit dem Teufel. Dieser versprach ihnen ein ewiges Leben. Allerdings mussten sich die Brüder von nun an vom Blut der Menschen ernähren. Sie wurden zu den allerersten Vampiren. Der älteste Vampir in der Serie ist Mr. Snow. Ihm geben alle anderen Vampire Opfergaben, sobald er in eine neue Stadt kommt. So wurde ihm einst ein ganzes Dorf geopfert. Außerdem ist Mr. Snow der Anführer der alten Vampire (Old Ones). Die alten Vampire sind eine Vampirgemeinschaft, auf deren Regeln und Vorgaben alle anderen Vampire hören müssen. Sie sorgen auch dafür, dass Verbrechen von Vampiren geheim bleiben.
Die meisten Vampire töten Menschen und trinken deren Blut. Das Bluttrinken ist für Vampire wie eine Sucht. Sie können damit unangenehme Gefühle, wie Traurigkeit unterdrücken. Außerdem hilft es ihnen, nicht an ihre Opfer zu denken und sich schuldig an deren Toden zu fühlen. Blutkonserven aus dem Krankenhaus stillen den Blutdurst nicht. Ihnen fehlt die Lebensenergie. Um den Durst zu stillen, muss das Blut direkt von der menschlichen Ader getrunken werden. Daher ist es für Vampire besonders schwierig, aufs Bluttrinken zu verzichten. Meist schaffen es Vampire nur für einen gewissen Zeitraum ohne menschliches Blut zu leben. Danach werden sie wieder rückfällig und fangen an zu töten. Menschen werden zu Vampiren, indem sie kurz vor ihrem Tod das Blut eines Vampirs trinken.
Vampire können Häuser nur betreten, wenn sie eingeladen werden. Religiöse Symbole wie Kreuze, Bibel oder ein Davidstern halten Vampire fern. Besteht allerdings eine besondere Bindung (Liebe, Freundschaft) zwischen dem Inhaber eines solchen Symbols und dem Vampir, ist das Symbol für den Vampir ungefährlich. Vampire können im Sonnenlicht raus, mögen es aber nicht besonders und tragen im Sonnenlicht häufig dicke Kleidung. Außerdem können Vampire nicht auf Videos und Photos festgehalten werden. Vampire hassen Werwölfe. Sie lieben es, diese zu verprügeln, oder in Käfige einzusperren, um sie gegen Menschen und andere Werwölfe kämpfen zu lassen.

### Werwölfe
Menschen werden zu Werwölfen, wenn sie von einem Werwolf verletzt werden. In der nächsten Vollmondnacht verwandeln sie sich in einen Werwolf. Werwölfe wurden ebenso wie die Vampire und Geister vom Teufel erschaffen um Chaos in die Welt zu bringen. Die Verwandlung zum Werwolf ist für die Betroffenen unglaublich schmerzhaft. Sobald eine Verwandlung zum Werwolf abgeschlossen ist, ist kaum etwas von der menschlichen Persönlichkeit mehr übrig. Der Werwolf tötet wahllos Freunde und Familienangehörige, wenn er dazu kommt. Nur bei einer ganz intensiven Beziehung (u. a. George und Nina) verschont oder schützt der Werwolf eine Person. Ist ein Werwolf in Wut kann er sich auch außerhalb des Vollmondes zum Werwolf verwandeln. Da der Körper zu diesem Zeitpunkt der Verwandlung nicht standhalten kann, stirbt der Werwolf an der Zerstörung seiner Organe. Werwölfe können Kinder zeugen. Allerdings sind Nina und George die ersten Werwölfe, denen das passiert ist. Ihr Kind ist ein Mensch mit leichten übernatürlichen Fähigkeiten. So kann das Kind zum Beispiel Geister sehen.

### Geister
Menschen werden dann zu Geistern, wenn es auf der Erde noch eine Aufgabe gibt, die sie erledigen müssen. Oft geschieht dieses, wenn Menschen sehr jung sterben oder ihr Tod auf einem sehr tragischen Ereignis (z. B. Mord) beruht. Die Aufgabe muss nicht unbedingt positiv sein. Es kann auch sein, dass der Geist etwas Negatives tun muss, wie die untreue Ehefrau zu erschrecken.
Hat ein Geist seine Aufgabe erledigt, erscheint eine Tür. Geht dieser durch die Tür, kommt er zunächst nach Purgatory (Fegefeuer). Dort muss er sich all seinen vergangenen Taten stellen. Erst dann kann er in den Himmel gehen oder wird in die Hölle gebracht. Geht ein Geist nicht durch seine Tür ins Fegefeuer, wird er von den Dämonen des Fegefeuers gejagt, den Männern mit Stöcken und Seilen. Diese versuchen den Geist mit aller Gewalt ins Fegefeuer zu ziehen. Dazu nutzen sie die Türen anderer Geister oder versuchen die Personen in der Umgebung des Geistes für ihre Zwecke einzuspannen. Ein Geist kann jedoch lernen, sich gegen die Dämonen zur Wehr zu setzen.
Geister können bis auf wenige Ausnahmefälle nicht von Menschen gesehen werden. Nur übernatürliche Wesen, wie Vampire, Werwölfe oder Medien, bemerken deren Anwesenheit. Geister können die Auren von Menschen lesen und so zum Beispiel erkennen, ob ein Mensch eine schwere Krankheit hat. Wenn sie andere Menschen berühren, können sie deren Gedanken lesen und deren Gefühle spüren. Außerdem können sie sich wegbeamen. Dabei können sie all die Dinge mitnehmen, die nicht lebendig sind. So können sie sich beispielsweise gemeinsam mit einem Vampir wegbeamen, aber nicht mit einem Werwolf oder Menschen, da diese noch leben. Geister können außerdem via Telekinese Dinge bewegen. Alle diese Fähigkeiten müssen Geister jedoch erst lernen. Sie beherrschen diese nicht von Anfang an.
Geister können keinen körperlichen Schaden nehmen oder getötet werden. Zerstört man jedoch ihre Umgebung und vernichtet man die Personen, die sie lieben, lösen sich Geister einfach in Nichts auf.

### Dämonen
In Being Human gibt es viele unterschiedliche Arten von Dämonen. So gibt es Dämonen, die auf der Erde leben und gemeinsam mit Menschen einen Sukkubus oder Incubus zeugen und Dämonen die nur im Fegefeuer existieren.
Die Männer mit Stöcken und Seilen
Die Männer mit Stöcken und Seilen können das Fegefeuer bis auf wenige Ausnahmen nicht verlassen. Sie bringen die Wesen in die Hölle, die in ihrem Leben viel böses getan haben und auch im Fegefeuer nichts bereuen. Alle Geister und Vampire haben diese Dämonen nach ihrem menschlichen Tod bereits gesehen. Für viele von ihnen ist dieses eine traumatische Erfahrung, über die sie nicht gerne reden. Wenn Geister nicht durch ihre Tür ins Fegefeuer gehen, werden sie von den Männern mit Stöcken gejagt. Diese fühlen sich um eine Seele betrogen und versuchen die Geister mit aller Macht zurückzuholen.
Obwohl sie die Erde nur in Ausnahmefällen betreten, können die Männer mit Stöcken und Seilen mit Menschen und Geistern auf der Erde kommunizieren. Besonders gut gelingt ihnen dieses durch elektromagnetische Wellen. So sprechen sie übers Radio oder das Fernsehen mit den Menschen. In der Serie nehmen sie durch den Moderator Terry Wogan Kontakt mit Annies Freund Saul auf. Diesen beeinflussen sie so, dass er Annie sexuell belästigt. Dadurch hoffen sie Annie zu verunsichern und zu schwächen. So wäre es einfacher für sie Annie ins Fegefeuer zu holen. Neben der Kommunikation durch Fernsehen oder Radio können sie sich verständigen, in dem sie Nachrichten oder Artikel in Zeitschriften oder Büchern erscheinen lassen.
Sind die elektromagnetischen Wellen sehr stark oder schickt der Teufel sie, können die Männer mit Stöcken und Seilen eine Tür erscheinen lassen. Bleibt diese geöffnet, können die Männer mit Stöcken und Seilen kurzzeitig auf der Erde verweilen. Verschließt sich die Tür wieder, lösen sich die Dämonen im Nichts auf.
Sukkubus/Incubus
Der Sukkubus (weiblich) oder Incubus (männlich) ist das Kind eines Menschen und eines Dämons. Sobald diese ein anderes Wesen berühren, fühlt sich dieses unglaublich von dem Halbdämon angezogen. Kommt es zum Geschlechtsakt stirbt der Partner. Nur Vampire überleben diesen, da sie bereits tot sind. Oft wissen die Halbdämonen nichts von ihrem Schicksal und erkennen erst viel später, was mit ihnen los ist.

### Der Teufel
Der Teufel ist der Anführer der Dämonen. Er ist verantwortlich dafür Chaos und Unfrieden in der Welt zu verbreiten. Als Schöpfer der Vampire, Geister und Werwölfe zieht er seine Energie aus dem über Jahrhunderte andauernden Konflikten und Kriegen zwischen Vampiren und Werwölfen. Nur ein übernatürliches Trio, bestehend aus einem Vampir, einem Geist und einem Werwolf kann ihn besiegen. 1911 gelingt es einem solchen Trio, bestehend aus dem Vampir Hal Yorke, dem Geist Emil Parsons und Catherine Glass den Teufel in einen menschlichen Körper gefangen zu nehmen. 2013 will der Teufel den Konflikt zwischen Vampiren und Werwölfen dazu nutzen zu neuer Kraft zu kommen und aufzuerstehen.

## Hintergrund
Das Produktionsunternehmen Touchpaper Television sprach den Drehbuchautor Toby Whithouse an, ob er nicht eine Drama-Fernsehserie über Freunde, die ein Haus kaufen, entwickeln wolle. Obwohl Whithouse von der Idee nicht begeistert war, entwarf er drei Figuren, George, John und Annie, für die Fernsehserie. Diese drei Charaktere gefielen jedoch Touchpaper, weswegen sie mit der Entwicklung des Projektes begannen. Nachdem sie in die Handlung die übernatürlichen Elemente eingebaut hatten, wurde die Pilotfolge produziert. In der Pilotfolge stellte Guy Flanagan Mitchell dar. Andrea Riseborough spielt Annie im Pilot. Adrian Lester war als der Vampirbösewicht Herrick zu sehen und Dominique McElligott stellte Lauren Drake dar. Nur Russell Tovey (Werwolf George) und Dylan Brown (Vampir Seth) waren auch nach dem Piloten in der Serie zu sehen.

### Being Human Blog
Neben den regulären Folgen von Being Human auf dem Fernsehsender BBC Three gab es einen Being Human Blog. Auf diesem konnten die Blog Leser viele zusätzliche Informationen finden, die zum Teil ausschließlich für den Blog erstellt wurden. Außerdem konnten sich die Zuschauer dort über die Serie und den Blog austauschen.
Folgendes war im Blog zu finden:
- einzig für den Blog gedrehte zusätzliche Szenen[8]
- Extended und Deleted Scenes[9][10]
- 6 Video Prequels zu den Charakteren[11]
- Interviews mit den Darstellern, Produzenten, Musiker usw.[12][13][14]
- Eigene Webseite der religiösen Untergrundorganisation CenSSA mit Videos, Photos etc. über Geister-, Vampir- und Werwofsichtungen[15]
- Briefe der Charaktere[16]
- Unverfilmte Skripte[17]
- Behind the scenes Videos, Photos und Berichte[18][19]
- Der Erfinder der Serie, sowie einige der Darsteller beantwortet Fanfragen[20][21]
- E-Mails der Charaktere mit Hintergrundinformationen über den Verbleib einiger Figuren.[22]
- Neuigkeiten[23]
- Blog des Erfinders Toby Whithouse[24]
- Basteltipps[25]
- Videotagebuch der Darsteller[26]
- Trailer[27]
- und viele weitere Hintergrundinformationen

Der Being Human Blogpost wurde am 15. Dezember 2008 von Garret Keogh geschrieben. Der letzte Blogeintrag wurde am 15. März 2013 veröffentlicht. Während der ersten drei Staffeln waren Garret Keogh und für den Blog zuständig. Danach übernahm Rebecca Denton diese Aufgabe. Der Being Human Blog wurde zur beliebtesten Webseite der BBC Three und außerdem zu einem der erfolgreichsten Blogs der gesamten BBC.
Auf Grund dieses Erfolges wurde schließlich die Spin off Webserie Becoming Human gedreht. Diese wurde zunächst nur über einen Blog im Internet gezeigt. Später wurde die gesamte Serie im Anschluss an eine reguläre Being Human Folge auf dem Fernsehsender BBC Three ausgestrahlt.

## Ausstrahlung
Vereinigtes Königreich
Die Pilotfolge der Fernsehserie wurde am 18. Februar 2008 gesendet. Sie wird nicht zur ersten Staffel gezählt. Um die erste Staffel der Fernsehserie zu promoten, erstellte BBC Three am 22. Dezember einen Blog, auf dem drei Videos, die die Hauptcharakter der Fernsehserie vorstellten, zu sehen waren. Die Ausstrahlung der ersten Staffel begann am 25. Januar 2009 und endete am 1. März 2009. Die Dreharbeiten zur zweiten Staffel begannen im August 2009. Die erste Folge der zweiten Staffel wurde am 10. Januar 2010 gesendet. Das Staffelfinale lief am 28. Februar 2010. Am 23. Januar 2011 wurde mit der Ausstrahlung der dritten Staffel begonnen. Die Staffel endete am 13. März 2011.
Am 14. März 2011, einen Tag nach dem Staffelfinale der dritten Staffel, wurde die Fernsehserie um eine vierte verlängert. Allerdings wurde gleichzeitig bekannt, dass Aidan Turner die Fernsehserie für das Filmprojekt The Hobbit von Peter Jackson verlassen würde. Die Episoden der vierten Staffel wurden vom 5. Februar 2012 bis zum 25. März 2012 gesendet. Auf Grund der weiterhin gleichbleibenden Einschaltquoten verlängerte BBC die Fernsehserie im März 2012 um eine sechsteilige fünfte Staffel, deren Ausstrahlung am 3. Februar 2013 begann. Wenig später, am 7. Februar 2013, wurde bekannt, dass die Fernsehserie nach den sechs Episoden der fünften Staffel enden werde.
Deutschland
Vom 16. März bis zum 13. April 2014 zeigte der Sender ProSieben Fun die erste und zweite Staffel der Serie in der Originalversion mit deutschen Untertiteln. Die dritte bis fünfte Staffel wurde ab dem 31. August 2014 auf ProSieben Fun ausgestrahlt. In Deutschland wird Being Human von den Anbietern Maxdome und MyVideo auch online als Video-on-Demand angeboten.

## Auszeichnungen und Nominierungen

### Auszeichnungen
Royal Television Society:
- 2009: Best Tape and Film Editing: Drama (Philip Hookway)
- 2009: Best Special Effects

Writers’ Guild of Great Britain:
- 2009: Television Drama Series (Toby Whithouse)
- 2010: Television Drama Series (Toby Whithouse)
- 2012: Best Television Drama Series (Toby Whithouse, Tom Grieves, John Jackson, Lisa McGee, Jamie Mathieson)

SFX Awards:
- 2010: Breakout of the Year (Toby Whithouse)
- 2011: Cult Hero (Russell Tovey)

TV Quick Awards:
- 2011: Best Drama Series (Toby Whithouse)

### Nominierungen
TV Quick Awards:
- 2009: Best New Drama (Toby Whithouse, Colin Teague, Rob Pursey, Matthew Bouch)

Broadcasting Press Guild Awards:
- 2010: Best Drama Series (Toby Whithouse, Colin Teague, Matthew Bouch, Rob Pursey)

Irish Film and Television Awards:
- 2012: Best Director Television Drama (Daniel O’Hara)

BAFTA Awards:
- 2010: Best Drama Series (Rob Pursey, Toby Whithouse, Matthew Bouch, Colin Teague)
- 2010: Best Original Television Music (Richard Wells)
- 2011: Best Drama Series (Rob Pursey, Philip Trethowan, Toby Whithouse, Colin Teague)[41]

## Remake und Spin-off

### Remake
Im Januar 2011 begann der US-amerikanische Sender Syfy ein gleichnamiges Remake auszustrahlen. Es lief bis April 2014 und besteht aus vier Staffeln und 52 Episoden. In den Hauptrollen waren Sam Witwer, Sam Huntington und Meaghan Rath zu sehen.

### Spin-off
Im Oktober 2010 wurde bekannt, dass BBC einen Spin-off zu der britischen Fernsehserie unter dem Namen Becoming Human produzieren werde. Das Spin-off wurde Mitte der dritten Staffel eingeführt. Es handelt von dem jugendlichen Vampir Adam, welcher von Craig Roberts gespielt wurde. Die Produktion der Fernsehserie wurde nach der ersten Staffel eingestellt.

## Bücher
2010 wurden drei englische Romane zu der Fernsehserie veröffentlicht. Die Romane spielen in der zweiten Staffel. Zu jedem Buch gibt es auch ein Hörbuch. Das Hörbuch The Road wird von der „Annie“-Darstellerin Lenora Crichlow gelesen. Das Hörbuch Chasers wird von dem „George“-Darsteller Russell Tovey gelesen und das Buch Bad Blood von Lucy Gaskell. Auch Lucy Gaskell war eine Darstellerin aus Being Human. Sie spielte eine kleine Nebenrolle, Sam Danson – die Exfreundin von George.
Bücher (englisch)
| #  | Titel     | Autor            | Veröffentlicht am | ISBN                   |
| 01 | The Road  | Simon Guerrier   | 4. Februar 2010   | ISBN 978-1-84607-898-9 |
| 02 | Chasers   | Mark Michalowski | 4. Februar 2010   | ISBN 978-1-84607-899-6 |
| 03 | Bad Blood | James Goss       | 4. Februar 2010   | ISBN 978-1-84607-900-9 |

Hörbücher (englisch)
| #  | Titel     | Autor            | Gelesen von     | Länge                | Veröffentlicht am (Download/CD) | ISBN (Audio Download)  | ISBN (Audio-CD)        |
| 01 | The Road  | Simon Guerrier   | Lenora Crichlow | 5 Stunden 38 Minuten | 7. November 2012/16. April 2013 | ISBN 978-1-4713-0511-5 | ISBN 978-1-62064-724-0 |
| 02 | Chasers   | Mark Michalowski | Russell Tovey   | 5 Stunden 18 Minuten | 1. November 2012/15. April 2013 | ISBN 978-1-4713-0525-2 | ISBN 978-1-4713-0528-3 |
| 03 | Bad Blood | James Goss       | Lucy Gaskell    | 6 Stunden 45 Minuten | 1. November 2012/15. Mai 2013   | ISBN 978-1-4713-0529-0 | ISBN 978-1-4713-0530-6 |

## Soundtracks
Im März 2011 wurde ein Soundtrack der Fernsehserie veröffentlicht. Dieser wurde von Richard Wells komponiert. Auf dem Soundtrack befinden sich 24 Lieder aus der 1&2. Staffel. Ein Soundtrack der dritten Staffel wurde am 25. Mai 2013 veröffentlicht. Der Soundtrack ist 48 Minuten lang. Auf dem Soundtrack befinden sich 25 Musikstücke.
| #  | Track                |
| -- | -------------------- |
| 1  | Being Human          |
| 2  | Ancestors            |
| 3  | Annie’s Theme        |
| 4  | A Wonderful Thing    |
| 5  | Box Tunnel Massacre  |
| 6  | Gilbert’s Door       |
| 7  | Resurrection         |
| 8  | Spread a Little Joy  |
| 9  | Best Night Ever      |
| 10 | It’s Coming          |
| 11 | Leaving              |
| 12 | Molly                |
| 13 | Beautiful Chaos      |
| 14 | Blood Addicts        |
| 15 | Someone Else         |
| 16 | Catacombs            |
| 17 | Lucky                |
| 18 | A Second Chance      |
| 19 | Vampire Annihilation |
| 20 | Who’s Laughing Now?  |
| 21 | Holding On           |
| 22 | Annie’s Door         |
| 23 | Nina And George      |
| 24 | Full Moon            |

| #  | Track              |
| -- | ------------------ |
| 1  | Drawn Together     |
| 2  | Time Wasting       |
| 3  | Thank You          |
| 4  | Place Your Bets    |
| 5  | Richard            |
| 6  | Mitchell and Annie |
| 7  | Boy Running        |
| 8  | Sasha’s Door       |
| 9  | Gotcha             |
| 10 | Breaking Up        |
| 11 | Wolf Shaped Bullet |
| 12 | Werewolf Attack    |
| 13 | Awakening          |
| 14 | Tit For Tat        |
| 15 | Arrested           |
| 16 | Intrigue           |
| 17 | Graham’s Death     |
| 18 | Together           |
| 19 | Chicken            |
| 20 | It Hurts           |
| 21 | Big Secrets        |
| 22 | Dad’s Story        |
| 23 | Rescue             |
| 24 | You Made Me Human  |
| 25 | Age Of Vampires    |